# Le Sang d'un poète
Pour les articles homonymes, voir Poète (homonymie).
Série
Orphée
(1950)
Pour plus de détails, voir Fiche technique et Distribution.
Le Sang d'un poète est un film français à caractère fantastique réalisé par Jean Cocteau en 1930.

## Synopsis
Le film se décompose en quatre parties :

### Première partie
Une cheminée d'usine s'apprête à tomber. Durant ce temps, dans la chambre d'un poète, une statue sans bras s'anime brusquement. Cette dernière l'invite à plonger dans un miroir et de découvrir un autre monde. Après un plongeon dans le noir, il arrive dans le couloir d'un hôtel borgne, et à travers le trou de serrure des différentes portes des chambres, il voit : un Mexicain fusillé, une fumerie d'opium en ombre chinoise, une leçon de vol donnée à une jeune fille, un canapé hermaphrodite. Il entre dans une chambre et prend un pistolet et se tire une balle dans la tête. Le poète s'arrache à cette vision et non sans mal regagne sa propre chambre. Il détruit la statue, après quoi il devient statue lui-même.

### Deuxième partie
Dans une cour d'école, le spectateur assiste à une bataille de boules de neige. L'une d'elles, en fait du marbre, heurte de plein fouet un jeune garçon et le tue.

### Troisième partie
Des spectateurs en habits de soirée viennent assister comme au théâtre, à l'agonie de l'enfant près du corps duquel le poète et une jeune femme jouent aux cartes. Le cœur de l'enfant devient un atout maître dans le jeu. Le poète se suicide, sous les applaudissements des invités.

### Quatrième partie
Un tableau vivant représentant la femme statue tenant une lyre et une mappemonde clôture le film. Quand l'on voit que la cheminée d'usine s'écroule, le spectateur se rend compte qu'il ne s'est écoulé qu'une seconde, comme dans un rêve.

## Fiche technique
- Titre : Le Sang d'un poète
- Réalisation, scénario et montage : Jean Cocteau
- Assistant-réalisateur : Louis Page
- Décors : Jean d'Eaubonne (crédité Jean Gabriel d'Eaubonne)
- Costumes : Coco Chanel
- Photographie : Georges Périnal
- Direction technique : Michel J. Arnaud
- Ingénieur du son : Henri Labrély
- Musique : Georges Auric
- Production : Vicomte Charles de Noailles
- Pays de production : France
- Langue : Français
- Format : Noir et blanc - Son mono (RCA Photophone) - 1,37:1
- Genre : Film expérimental - Film fantastique
- Durée : 49 minutes
- Date de sortie : 1930[1],[2]

Source : IMDb, sauf mention contraire

## Distribution
- Enrique Riveros (crédité Errique Rivero) : le poète
- Lee Miller : la statue
- Féral Benga : l'ange noir
- Pauline Carton : la dresseuse d'enfants
- Jean Desbordes : Louis XV / l'ami
- Odette Talazac
- Fernand Dichamps
- Lucien Jager
- Barbette

## Production et réception
Le vicomte Charles de Noailles est le mécène du Sang d’un poète, premier film de Jean Cocteau avec un budget d'un million de francs. Par le biais de son épouse Marie-Laure, amie d'enfance de Cocteau, le vicomte lui commande un film d’animation, et un autre en prise de vue réelle à Luis Buñuel qui réalisera ainsi L'Âge d'or. Cependant, Cocteau, conscient des difficultés que représentent les techniques du cinéma d’animation, propose « de faire un film [en images réelles] aussi libre qu’un dessin animé, en choisissant des visages et des lieux qui correspond[ent] à la liberté où se trouve un dessinateur inventant un monde qui lui est propre ». L’Âge d’or et Le Sang d’un poète, sont associés au surréalisme, ce que Cocteau a toujours rejeté pour son film. Il est également accusé par des critiques d’avoir « copié sur L’Âge d’or », ce qu’il nie complètement, allant même jusqu’à dire qu’il n’a pas vu le film de Buñuel avant d’avoir terminé son propre film. 
Le film n’est sorti que le 20 janvier 1932 dans la salle du Vieux-Colombier car l’image qu’il donnait de la bourgeoisie n’a pas du tout été appréciée par le vicomte de Noailles. Les critiques ont évolué au cours des années, au point de considérer aujourd’hui ce film comme une œuvre majeure.

## Le Sang d’un poètelaisse entrevoir la suite des œuvres de Cocteau telles qu’OrphéeouLe Testament d'Orphée, à travers des thèmes et des symboles qui lui sont chers tels que la mort, le miroir ou les étoiles. Les dessins, les sculptures suspendues composées encure-pipe, sont l'œuvre de Cocteau.
Cocteau nous présente certainement ici son film le plus personnel, où il décrit les souffrances du poète et les affres de la création. En l’espace d’un instant, alors que s’écroule une cheminée, le film se déroule à « la manière dont les souvenirs s’enchaînent et se déforment chez l’homme qui marche et qui dort debout ». Pour Cocteau, son film « n’est qu’une descente en soi-même, une manière d’employer le mécanisme du rêve sans dormir, une bougie maladroite, souvent éteinte par quelque souffle, promenée dans la grande nuit du corps humain. » La temporalité du film est intérieure, semblable à celle d’un rêve. Les événements se déroulent comme ils peuvent le faire dans l’esprit humain, ils s’enchaînent les uns les autres dans une logique qui échappe au spectateur, en dehors de toute linéarité.
Au début du film, le Poète voit apparaître dans sa main une bouche qui appelle à l'aide qui semble faire écho à la main d'où s'échappent des fourmis dans Un chien andalou (1929) de Luis Buñuel. Dans la séquence de la chambre au canapé hermaphrodite, l'on voit, à gauche, un mécanisme optique qui ressemble à un Rotorelief comme utilisé par Marcel Duchamp dans Anémic Cinéma (1926).